# Deima
Deima is een geslacht van zeekomkommers uit de familie Deimatidae.

## Soorten
- Deima validum Théel, 1879

Niet geaccepteerde namen
- Deima pacificum Ludwig, 1894 geaccepteerd als Deima validum pacificum Ludwig, 1894
- Deima atlanticum Hérouard, 1898 synoniem van Deima validum validum
- Deima blakei Théel, 1886 synoniem van Deima validum validum
- Deima fastosum Théel, 1879 synoniem van Deima validum validum
- Deima mosaicum Ohshima, 1915 synoniem van Deima validum validum